# Leucographus
Leucographus är ett släkte av skalbaggar. Leucographus ingår i familjen långhorningar.
Kladogram enligt Catalogue of Life:
| Leucographus | \| \| Leucographus albovarius \| \| \| \| \| \| Leucographus alluaudi \| \| \| \| \| \| Leucographus catalai \| \| \| \| \| \| Leucographus variegatus \| \| \| \| |
|              | \| \| Leucographus albovarius \| \| \| \| \| \| Leucographus alluaudi \| \| \| \| \| \| Leucographus catalai \| \| \| \| \| \| Leucographus variegatus \| \| \| \| |
|              | Leucographus albovarius |
|              | |
|              | Leucographus alluaudi |
|              | |
|              | Leucographus catalai |
|              | |
|              | Leucographus variegatus |
|              | |